# Karl Schwamberger
Karl Schwamberger, též Karel Schwamberger (2. listopadu 1878 Vimperk – 2. února 1937 Vimperk), byl československý politik německé národnosti a senátor Národního shromáždění ČSR za Komunistickou stranu Československa.

## Biografie
Profesí byl brusičem skla ve Vimperku. Byl lesnickým odborníkem. Patřil mezi postavy jihočeského dělnického hnutí.
V parlamentních volbách v roce 1929 získal senátorské křeslo v Národním shromáždění. V senátu setrval do roku 1931, kdy rezignoval. Místo něj nastoupila Marie Vydrová.